# Miss Teen USA
Miss Teen USA é um concurso de beleza anual organizado e realizado geralmente nos Estados Unidos para meninas de 14 a 19 anos. De 2008 a 2015 o concurso foi realizado no Atlantis Paradise Island Resort, localizado em Nassau, Bahamas.
Desde seu surgimento, em 1983, até 2020 ele pertenceu à Organização Miss Universo (MUO), sendo um concurso irmão do Miss Universo e do Miss USA. No entanto, em dezembro daquele ano tanto o Miss Teen como o Miss USA passaram a ser franquias, sendo Crystle Stewart a primeira dona. Atualmente (agosto de 2024) a dona das franquias é a estilista Laylah Rose.
A atual Miss Teen é Addie Carver, do Mississippi, coroada em 1º de agosto de 2024. Ela é até hoje apenas a segunda de seu estado a vencer o certame, depois de Kristi Addis em 1987.

## História
O concurso pertenceu à Organização Miss Universo (MUO), que realiza o Miss Universo e realizava o Miss USA até 2020, e foi realizado pela primeira vez em 1983 e transmitido ao vivo pela CBS até 2002 e depois pela NBC de 2003 a 2007. Em março de 2007 foi anunciado que a NBC não havia renovado o contrato e que o Miss Teen USA 2007 seria o último evento televisionado, passando ele a ser exibido de forma online nos canais oficiais ou em aplicativos de streaming.
Desde 1996 até 2015 o concurso (e a MUO) pertenceu ao empresário e ex-presidente dos Estados Unidos Donald Trump, que detinha 50% do da MUO, enquanto a NBC detinha os restantes 50%. No entanto, após uma fala polêmica de Trump sobre os migrantes do México, ele comprou a parte da NBC e revendeu o concurso (toda MUO), em setembro de 2015, para a William Morris Endeavor (WME) e a International Management Group (IMG), que passaram a promover o Miss Teen até 2019.
Em dezembro de 2020 a Miss USA 2008, Crystle Stewart, anunciou ter comprado o Miss Teen e o Miss USA, mas após três anos e um escândalo midiático envolvendo o concurso Miss USA 2022, ela perdeu as franquias, repassadas para a estilista Laylah Rose.

### Polêmica em 2024
Em maio de 2024, a Miss Teen USA 2023, UmaSofia Srivastava, renunciou poucos dias após a Miss USA 2022, Noelia Voigt, pedir demissão do cargo, com ambas alegando terem sufrido bullying por parte da organização, comandada por Laylah Rose. UmaSofia relatou que parte do abuso se referia a preconceito racial, já que ela era descendente de indianos. Rose negou as acusações, mas a vice- Miss Teen não quis assumir o título, temendo ser vítima de problemas com a organização.
Não tendo uma representante final como Miss Teen 2023, a Miss Teen 2024 foi coroada pela Miss USA 2023 que havia assumido o título, a representante do Havaí Savannah Gankiewicz.

## Transmissão televisiva

### 1983-2007: audiência e declínio posterior
Pico de audiência do concurso foi atingido em 1988, quando atingiu em média 2,2 milhões de espectadores na CBS. Até 1999, o programa conseguiu atrair mais de 10 milhões de espectadores. A exibição em 2006 foi a segunda mais baixa na história dos 23 anos do concurso, com apenas 5,6 milhões de espectadores assistindo à transmissão ao vivo (a mais baixa: 2004, com 5,34 milhões). A transmissão de 2007 (25° aniversário, prevista para 24 de agosto de 2007) foi a última vez que o Miss Teen EUA foi ao ar na televisão.

### 2008-presente: Concurso na Internet
O concurso de 2008 foi realizado, sem televisão, em 16 de agosto de 2008. Um fator impediu a transmissão da NBC foi seu compromisso no horário nobre com os Jogos Olímpicos de Verão de 2008 em Pequim. Desde então, é transmitido pela internet no site do Miss Teen EUA. Ele pode ser visualizado em todo mundo, sem restrições de região via geolocalização. Atualmente, ele é transmitido pelo YouTube (Ustream de 2008 a 2013). Além disso, o webcast pode ser acessado na página do concurso no Facebook e em dispositivos móveis usando o aplicativo móvel oficial Miss Universe lançado durante o Miss USA 2016.
Em 2012, o concurso começou a simulcast em regiões selecionadas no serviço Xbox Live da Microsoft, permitindo que os proprietários do Xbox 360 (até 2017) e / ou Xbox One consoles para assistir ao desfile na tela da televisão. Em 2017, o concurso também foi transmitido pela Sony's PlayStation Network.
O concurso de 2017 foi o primeiro a incluir uma opção de vídeo em 360 ° para fones de realidade virtual e suporte HDR10 para os proprietários do Xbox One S. O concurso de 2018 contou com suporte para áudio Dolby Atmos e vídeo 4K nos consoles Xbox One S e X.
A partir de 2018, o concurso é realizado simultaneamente à sua irmã Miss USA , que pode ser realizada em uma única cidade poucos dias antes do início da competição final do Miss USA.

### Tabela informativa resumida
| Ano  | Data          | Edição | Local                                                              | Participantes |
| ---- | ------------- | ------ | ------------------------------------------------------------------ | ------------- |
| 1983 | 30 de agosto  | 1°     | Lakeland Cevic Center, Lakeland, Flórida                           | 51            |
| 1984 | 3 de abril    | 2°     | Centro de Convenções de Memphis Cook, Memphis, Tennessee           | 51            |
| 1985 | 22 de janeiro | 3°     | James L. Knigth Center, Miami, Flórida                             | 51            |
| 1986 | 21 de janeiro | 4°     | Ocean Center, Daytona Beach, Flórida                               | 51            |
| 1987 | 21 de julho   | 5°     | El Paso Civic Center, El Paso, Texas                               | 51            |
| 1988 | 25 de julho   | 6°     | Orange Pavilion, San Bernadino, Califórnia                         | 51            |
| 1989 | 25 de julho   | 7°     | Orange Pavilion, San Bernadino, Califórnia                         | 51            |
| 1990 | 16 de julho   | 8°     | Mississippi Coast Coliseum, Biloxi, Mississippi                    | 51            |
| 1991 | 19 de agosto  | 9°     | Mississippi Coast Coliseum, Biloxii, Mississippi                   | 51            |
| 1992 | 25 de agosto  | 10°    | Mississippi Coast Coliseum, Biloxi, Mississipi                     | 50            |
| 1993 | 10 de agosto  | 11°    | Mississippi Coast Coliseum, Biloxi, Mississippi                    | 51            |
| 1994 | 16 de agosto  | 12°    | Mississippi Coast Coliseum, Biloxi, Mississippi                    | 51            |
| 1995 | 15 de agosto  | 13°    | Century II Convention Center, Kansas                               | 51            |
| 1996 | 21 de agosto  | 14°    | Pan American Center, Las Cruces, Novo Mexico                       | 51            |
| 1997 | 20 de agosto  | 15°    | Centro de Convenções South Padre Island, South Padre Island, Texas | 51            |
| 1998 | 17 de agosto  | 16°    | Hirsch Memorial Coliseum, Shreveport, Luisiana                     | 51            |
| 1999 | 24 de agosto  | 17°    | Hirsch Memorial Coliseum, Shreveport, Luisiana                     | 51            |
| 2000 | 26 de agosto  | 18°    | Hirsch Memorial Coliseum, Shreveport, Luisiana                     | 51            |
| 2001 | 22 de agosto  | 19°    | Centro de Convenções South Padre Island, South Padre Island, Texas | 51            |
| 2002 | 28 de agosto  | 20°    | Centro de Convenções South Padre Island, South Padre Island, Texas | 51            |
| 2003 | 12 de agosto  | 21°    | Palm Springs Convention Center, Palm Springs, Califórnia           | 51            |
| 2004 | 6 de agosto   | 22°    | Palm Springs Convention Center, Palm Springs, Califórnia           | 51            |
| 2005 | 8 de agosto   | 23°    | Baton Rouge River Center, Baton Rouge, Luisiana                    | 51            |
| 2006 | 15 de agosto  | 24°    | Palm Springs Convention, Palm Springs, Califórnia                  | 51            |
| 2007 | 24 de agosto  | 25°    | Pasadela Civic Auditoruim, Pasadela, Califórnia                    | 51            |
| 2008 | 16 de agosto  | 26°    | Grand Ballroom, Atlantis Paradise Island, Nassau, Bahamas          | 51            |
| 2009 | 31 de julho   | 27°    | Imperial Ballroom, Atlantis Paradise Island, Nassau, Bahamas       | 51            |
| 2010 | 24 de julho   | 28°    | Imperial Ballroom, Alantis Paradise Island, Nassau, Bahamas        | 51            |
| 2011 | 16 de julho   | 29°    | Imperial Ballroom, Atlantis Paradise Island, Nassau, Bahamas       | 51            |
| 2012 | 28 de julho   | 30°    | Imperial Ballroom, Atlantis Paradise Island, Nassau, Bahamas       | 51            |
| 2013 | 10 de agosto  | 31°    | Imperial Ballroom, Atlantis Paradise Island, Nassau, Bahamas       | 51            |
| 2014 | 2 de agosto   | 32°    | Imperial Ballroom, Atlantis Paradise Island, Nassau, Bahamas       | 51            |
| 2015 | 22 de agosto  | 33°    | Imperial Ballroom, Atlantis Paradise Island, Nassau, Bahamas       | 51            |
| 2016 | 30 de julho   | 34°    | Venetian Theatre, The Venetian Las Vegas, Las Vegas, Nevada        | 51            |
| 2017 | 29 de julho   | 35°    | Phoenix Symphony Hall, Phoenix, Arizona                            | 51            |
| 2018 | 18 de maio    | 36°    | Hirsh Memorial Coliseum, Shreveport, Luisiana                      | 51            |
| 2019 | 18 de abril   | 37°    | Grand Sierra Resort, Reno, Nevada                                  | 51            |

## Rodadas da competição
Antes da transmissão final as candidatas competem na competição preliminar, que envolve entrevistas particulares com juízes e um show de apresentação em que elas competem em trajes de banho e trajes de gala.
Durante a competição final, as semifinalistas são anunciadas e competem em trajes de banho e em trajes de gala. De 1988 a 2002, todas as semifinalistas também competiram em uma competição de entrevistas, bem como em trajes de banho e trajes de gala, seguidos por uma ou duas perguntas da entrevista final. Em 2003, foi introduzido um novo formato, onde as quinzes primeiras competem em trajes de gala, e os dez primeiras em maiô e as cinco primeiras na pergunta final. Em 2006, a ordem da competição foi alterada novamente, onde as 15 semifinalistas competiram em trajes de banho e as 10 semifinalistas em trajes de gala. O último formato da competição foi usada foi usada desde de 2008, a final não foi transmitida pela TV, onde as 15 semifinalistas em trajes de banho e em trajes de gala, e as 5 semifinalistas competiram na questão final, onde respondiam perguntas feitas por u painel de juízes.
A ex-Miss Teen EUA Katherine Haik apoiou as chamadas para eliminar a competição de maiô. A categoria de maiô foi eliminada por explorar e sexualizar meninas jovens e por não promover diversos tipos de corpo. A nova parte do vestuário ativo aumentará o foco no bem-estar e na saúde das jovens.

## Vencedoras
Esta e a lista de candidatas quem ganharam o Miss Teen EUA
| Ano  | Miss Teen EUA             | Estado Representado | Cidade Natal  | Idade | Notas |
| ---- | ------------------------- | ------------------- | ------------- | ----- | --- |
| 2024 | Addie Carver              | Mississippi         |               |       | |
| 2023 | UmaSofia Srivastava       | Nova Jersey         |               |       | Foi a única Miss Teen USA a renunciar ao título, em maio de 2024 |
| 2022 | Faron Medhi               | Nebraska            |               |       | |
| 2021 | Breanna Myles             | Flórida             |               |       | |
| 2020 | Ki'ilani Arruda           | Havaí               |               |       | |
| 2019 | Kaliegh Garris            | Connecticut         | New Haven     | 18    | |
| 2018 | Hailey Colborn            | Kansas              | Wichita       | 17    | |
| 2017 | Sophia Dominguez-Heithoff | Missouri            | Kansas City   | 17    | |
| 2016 | Harlie Hay                | Texas               | Tomball       | 18    | |
| 2015 | Katherine Haik            | Luisiana            | Franklinton   | 15    | A Miss Teen mais jovem dos EUA a conquistar o título aos 15 anos |
| 2014 | Katherine Lee Graham      | Carolina do Sul     | Chapin        | 17    | |
| 2013 | Cassidy Wolf              | Califórnia          | Temecula      | 19    | A mais velha Miss Teen dos EUA a vencer o título |
| 2012 | Logan West                | Connecticut         | Southington   | 18    | Anteriormente Miss Connecticut's Outstanding Teen 2010 |
| 2011 | Danielle Sooty            | Texas               | Harlingen     | 18    | |
| 2010 | Kamie Crawford            | Maryland            | Potomac       | 17    | |
| 2009 | Stormi Henley             | Tennessee           | Crossville    | 18    | |
| 2008 | Stevi Perry               | Arkansas            | Hamburg       | 18    | |
| 2007 | Hilary Cruz               | Colorado            | Louisville    | 18    | |
| 2006 | Katherine Blair           | Montana             | Billings      | 18    | Posteriormente, a 1° vice-campeão do Miss California USA 2011, conquistou o título depois de Alyssa Campanella ser coroada Miss USA 2011                                                                             |
| 2005 | Allie LaForce             | Ohio                | Vermilion     | 16    | Correspondente no programa Game Changers. Ganhou um Emmy em 2011 pelo programa Friday Night Touchdown |
| 2004 | Shelley Hennig            | Luisiana            | Destrehan     | 17    | Atuou em Days of our Lives como Stephanie Jonhson agora e emTeen Wolf como Malia Tate |
| 2003 | Tami Farrell              | Oregon              | Phoenix       | 18    | Mais tarde, a 1° vice-campão do Miss California USA, assumiu o título depois que Carrie Prejean foi destronada devido à controvérsia do casamento entre pessoas do mesmo sexo no Miss USA 2009                       |
| 2002 | Vanessa Semrow            | Wisconsin           | Rhinelander   | 17    | |
| 2001 | Marissa Whitley           | Missouri            | Springfield   | 18    | |
| 2000 | Jillian Parry             | Pensilvânia         | Newtown       | 18    | |
| 1999 | Ashley Coleman            | Delaware            | Camden        | 17    | Publicado por breves instantes em The Price Is Right as Barkers Beauty |
| 1998 | Vanessa Minnillo          | Carolina do Sul     | Charleston    | 17    | Nascida nas Filipinas, ela é conhecida por apresentar o Total Request Live na MTV de 2003 a 2007, além de ter sido correspondente em Nova Iorque da Entertainment Tonight                                            |
| 1997 | Shelly Moore              | Tennessee           | Knoxville     | 18    | |
| 1996 | Christie Lee Woods        | Texas               | Huntsville    | 18    | Duas vezes concorrente no The Amazing Race |
| 1995 | Keylee Sue Sanders        | Kansas              | Louisburg     | 18    | Foi co-diretora dos concursos Miss Califórnia EUA e Miss Califórnia Teen EUA de 2006 a 2007, juntamente com Keith Lewis, da K2 Productions                                                                           |
| 1994 | Shauna Gambill            | Califórnia          | Acton         | 17    | Mais tarde, Miss California USA 1998, 1° vice-campeão no Miss USA 1998 e top 10 no Miss Mundo 1998 |
| 1993 | Charlotte Lopez           | Vermont             | Dorset        | 16    | |
| 1992 | Jamie Solinger            | Iowa                | Altoona       | 17    | Foi posteriormente Miss Iowa USA 1998 |
| 1991 | Janel Bishop              | Nova Hampshire      | Manchester    | 17    | |
| 1990 | Bridgette Wilson          | Oregon              | Gold Beach    | 16    | Recebeu o prêmio Distinguished Archievement em 1998 |
| 1989 | Brandi Sherwood           | Idaho               | Idaho Falls   | 18    | Foi depois Miss Idaho USA 1997 e vice_Miss USA 1997, assumindo o título de Miss EUA depois que Brook Lee foi coroada Miss Universo 1997                                                                              |
| 1988 | Mindy Duncan              | Oregon              | Newberg       | 16    | |
| 1987 | Kristi Addis              | Mississippi         | Holcomb       | 16    | |
| 1986 | Allison Brown             | Oklahoma            | Edmond        | 17    | Como Miss Teen EUA 1986 competiu no concurso Miss USA 1987 (na época era autorizado) como Miss Oklahoma, mas não classificou                                                                                         |
| 1985 | Kelly Hu                  | Havaí               | Honolulu      | 16    | Foi depois Miss Hawaii USA 1993 e Top 6 no Miss USA 1993, atuou como Cassandra em The Scorpion King e Lady Deathstrike em X2: X-Men United                                                                           |
| 1984 | Cherise Haugen            | Illinois            | Sleepy Hollow | 17    | Competiu como Miss Teen EUA no concurso Miss EUA em 1984, ao lado de Ruth Zakarian, de Nova York, que também já havia conquistado o título de Miss Teen EUA, em 1993. (na época era autorizado), mas não classificou |
| 1983 | Ruth Zakarian             | Nova Iorque         | Amsterdam     | 17    | Competiu como Miss Teen EUA no concurso Miss EUA em 1984, ao lado de Cherise Haugen, de Illinois, que havia conquistado o título de Miss Teen EUA naquele ano (era autorizado na época), mas não classificou         |

## Vencedoras famosas
Entre as vencedoras estão as atrizes Kelly Hu (1985, Havaí), Bridgette Wilson (1990, Óregon), Charlotte Lopez-Ayanna (1993, Vermont), Vanessa Minnillo (1998, Carolina do Sul) , e Shelley Hennig (2004, Luisiana).

### Participações televisivas
- Sete candidatas do Miss Teen nos Estados Unidos apareceram na televisão e duas foram modelos de Game show. Uma sexta candidata e apresentadora da ESPN. Uma sétima é repórter do Access Hollywood.
  - Brandi Sherwood (Miss Teen EUA 1989), Ashley Coleman (Miss Teen EUA 1999) e Claudia Jordan, Miss Rhode Islands Teen EUA 1990 foram "Belezas de Barker" no The Price Is Right
  - Jordan também tem sido uma modelo de mala no Deal or No Deal

- As candidatas que apareceram em The Amazing Race são Erika Shay ( Miss Pensilvânia Teen EUA 1995), Christie Lee Woods (Miss Teen EUA 1996), Nicole O'Brian ( Miss Texas Teen EUA 2000)
  - Além disso, Woods também teve uma breve carreira na televisão em The Adventures of Robin Hood.

- Candidata que apareceu no America's Prom Queen é Marcy Erwin (Miss Tennessee Teen EUA) 2007.
- Os participantes do Survivor são Misty Giles (Miss Texas Teen EUA 1999,  Panamá) Danni Boatwright (Miss Kansas Teen EUA 1992, Guatemala) e Angelia Layton (Miss Utah Teen 2010, Filipinas).
  - Boatwright representou Kansas no Miss Teen EUA em 1992 e foi segundo vice-campeão de Jamie Solinger, Quatro anos depois ela representou Kansas novamente no Miss USA, em 1996, e foi a primeira vice-campeão de Ali Landry. Em 2005, ela apareceu em Survivor: Guatemala e ganhou um prêmio de US $1 milhão em primeiro lugar, derrotando Sthephenie LaGrossa no conselho tribal final.
  - As Candidatas que apareceram em The Bachelor são Caroline Lunny (Miss Massachusetts Teen EUA 2008, 22° Temporada) Caelynn Miller-Keyes (Miss Virginia Teen EUA 2013, 23° Temporada)
  - Nicole Briscoe (Miss Illinois Teen EUA 1998) tornou-se jornalista e atualmente é apresentadora da ESPN, atualmente a apresentadora de estúdio de programação de esportes a motor (embora ela não possa trabalhar  nas corridas da IndyCar Series na ESPN por causa do seu marido Ryan Briscoe, motorista da IndyCar).
  - Maria Menounos (Miss Massachusetts Teen EUA 1996) tornou-se repórter do Entertainment Tonight (2002-2004) antes de ir para o Access Hollywood e sediar o Eurovision Song Contest, em 2006.
  - Cerina Vicent (Miss Nevada Teen EUA 1996) tornou-se modelo e atriz de sucesso, com muitos créditos em filmes e televisão em seu nome. Seu papel mais notável é Maya, a Ranger Amarela na série de televisão Power Rangers: Lost Galaxy (1999).
  - Shelley Hennig (Miss Teen EUA 2004) teve sua carreira na televisão, estrelando as séries Days of Our Lives, The Secret Circle (2011-2012) e Teen Wolf (22013-2017).
  - Allie LaForce (Miss Teen EUA 2005) teve uma carreira na televisão como repórter esportiva da CBS Sports Network.

## Cruzamentos com o Miss USA

### Miss Teen EUA no Miss EUA

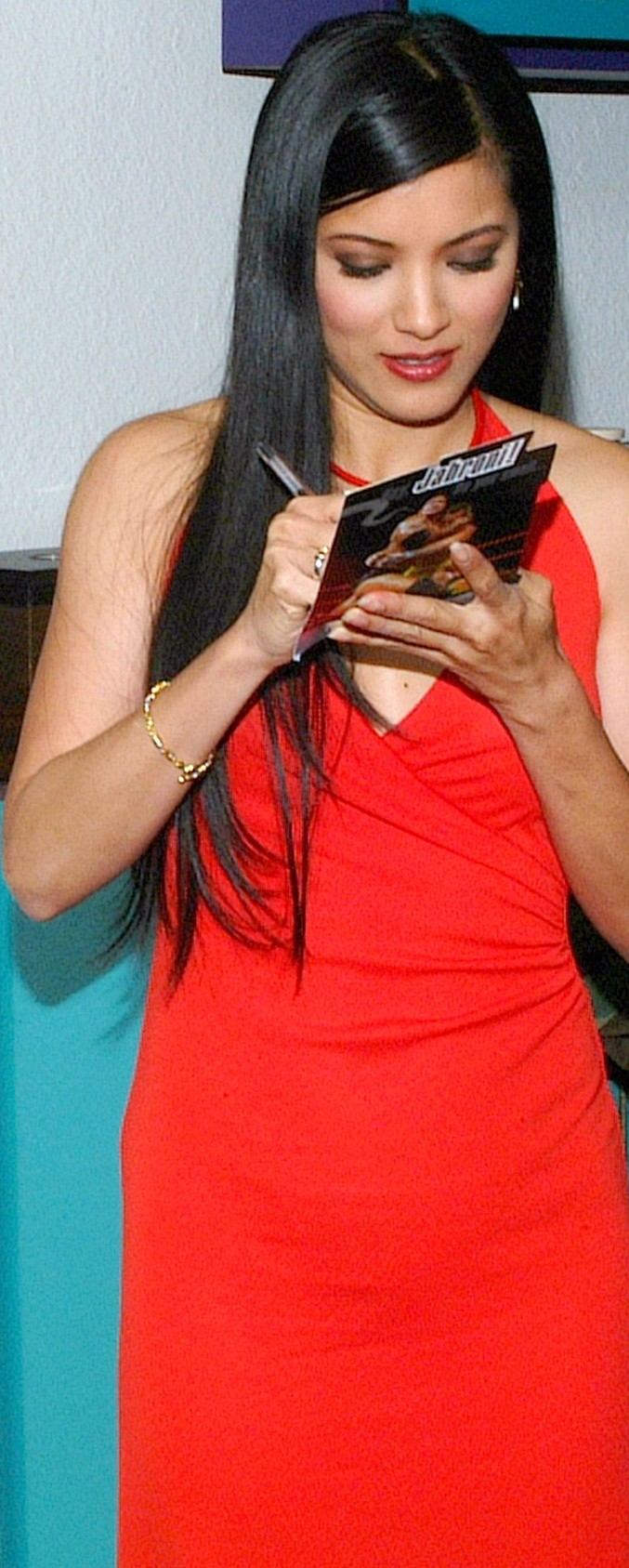
Miss Teen EUA 1985 Kelly Hu tornou-se modelo e atriz de TV e cinema.

Nos primeiros anos da Miss Teen USA, três vencedores representaram o título "Miss Teen EUA" no Miss USA . As três rainhas foram: Ruth Zakarian (1983), Cherise Haugen (1984) e Allison Brown (1986). Isso também fez história porque o concurso Miss EUA 1984 teve 53 candidatas, o maior número já realizado em um concurso Miss EUA. Em 1987, Miss Teen EUA1986, Allison Brown participou do concurso Miss EUA de 1987. Todos os três não conseguiram o corte em seus respectivos concursos de Miss EUA.
Somente nos três anos mencionados acima, os vencedores da Miss Teen EUA ganharam representação automaticamente na Miss USA . A partir de 1988, se os vencedores do Miss Teen EUA quiserem competir no Miss EUA, primeiro devem ganhar uma coroa estadual do Miss USA. Um total de sete vencedores da Miss Teen EUA participou do Miss EUA, com quatro vencendo suas coroas Miss EUA primeiro. A primeira delas foi Kelly Hu, Miss Teen EUA 1985, que ganhou o título de Miss Hawaii USA 1993 e representou o Havaí no Miss EUA 1993. Ela terminou como finalista. O próximo foi Jamie Solinger , Miss Teen EUA1992. Ela conquistou o título de Miss Iowa USA 1998, mas não conseguiu o corte no concurso Miss EUA. Apenas dois vencedores do Miss Teen EUA chegaram ao top 3 do Miss EUA. Brandi Sherwood, Miss Teen EUA 1989 venceu o Miss Idaho USA 1997. Sucedendo a Kelly, ela conquistou o primeiro lugar e mais tarde herdou a coroa da Miss EUA, quando Brook Mahealani Lee, do Havaí, venceu o Miss Universo 1997. Ela é a única vencedora do Miss Teen EUA a ter o título de Miss EUA. Shauna Gambill estava perto de ganhar o título de Miss EUA 1998, mas ficou em 1º lugar com Shawnae Jebbia , Miss Massachusetts EUA 1998. No entanto, até o momento nunca aconteceu que a mesma mulher tivesse vencido oficialmente os 2 concursos separados.
Houve dois anos em que dois vencedores do Miss Teen EUA participaram no Miss EUA. A primeira foi em 1984, quando Miss Teen EUA 1983 e Miss Teen EUA 1984 participaram, a segunda foi em 1998, quando Jamie Solinger competiu como Miss Iowa USA, mas ficou sem lugar, e Shauna Gambill como Miss California USA e ficou em primeiro lugar.
A primeira Miss Teen EUA a não ganhar um concurso estadual Miss EUA em sua primeira tentativa foi Christie Lee Woods , Miss Teen EUA 1996, do Texas, que ficou em terceiro lugar no concurso Miss Texas USA 2002. Ela também se tornaria a primeira Miss Teen EUA a concorrer, mas nunca conquistaria um título estadual de Miss EUA (ela também foi semi-finalista em 2003 e 2004). A segunda Miss Teen USA que não ganhou o título estadual de Miss USA em sua primeira tentativa foi Ashley Coleman , Miss Teen USA 1999, de Delaware, que competiu no concurso Miss California USA 2006 e terminou em terceiro. Ela é a primeira vencedora da Miss Teen EUA a competir em um estado diferente daquele em que ganhou a coroa da Miss Teen EUA. Tami Farrell, Miss Teen USA 2003, competiu no Miss California EUA 2009 como Miss Malibu USA, mas não conseguiu conquistar a coroa, colocando o primeiro vice-campeão de Carrie Prejean. Farrell competiu na Miss Teen EUA como Miss Oregon Teen EUA e foi uma das poucas vencedoras da Miss Teen USA a tentar a coroa do estado fora do estado que ela representava para a Miss Teen EUA. Em apenas dois anos a Miss Teen USA 2006, Katie Blair também competiu no Miss California USA 2011. Representando o estado de Montana no Miss Teen EUA 2006, Blair é apenas a terceira Miss Teen EUA a competir em um estado que não seja o estado em que ela competiu na Teen. Da mesma forma que Coleman e Farrell, Blair ficou em 1º lugar no concurso, para Alyssa Campanella, que também competiu na Miss Teen EUA representando Nova Jersey. Campanella ganhou o Miss USA 2011. Danielle Doty, Miss Teen EUA 2011, competiu no Miss Texas USA 2018, que ficou entre as 18 semifinalistas.

## Vitórias por estados
| Estado          | Número | Anos             |
| --------------- | ------ | ---------------- |
| Texas           | 3      | 1996, 2011,2016  |
| Oregon          | 3      | 1988, 1990, 2003 |
| Connecticut     | 2      | 2012, 2019       |
| Kansas          | 2      | 1995, 2018       |
| Missouri        | 2      | 2001, 2017       |
| Luisiana        | 2      | 2004, 2015       |
| Carolina do Sul | 2      | 1998, 2014       |
| Califórnia      | 2      | 1994, 2013       |
| Tennessee       | 2      | 1997, 2009       |
| Maryland        | 1      | 2010             |
| Arkansas        | 1      | 2008             |
| Colorado        | 1      | 2007             |
| Montana         | 1      | 2006             |
| Ohio            | 1      | 2005             |
| Wisconsin       | 1      | 2002             |
| Pensilvânia     | 1      | 2000             |
| Delaware        | 1      | 1999             |
| Vermont         | 1      | 1993             |
| Iowa            | 1      | 1992             |
| Nova Hampshire  | 1      | 1991             |
| Idaho           | 1      | 1989             |
| Mississippi     | 1      | 1987             |
| Oklahoma        | 1      | 1986             |
| Havaí           | 1      | 1985             |
| Illinois        | 1      | 1984             |
| Nova Iorque     | 1      |                  |